# Кулаковка (Астраханская область)
Кулако́вка (тат. Клакау) — село в Приволжском районе Астраханской области России. Входит в состав Трёхпротокского сельсовета.

## История
В «Списке населенных мест Российской империи» 1859 года Кулаковское (Кулаково) упомянуто как казённое село Астраханского уезда (2-го стана) при ерике Кулаковском, расположенное в 3 верстах от губернского города Астрахани. В Кулаковском насчитывалось 25 дворов и проживало 172 человека (83 мужчины и 89 женщина). Имелась мечеть.

## География
Село находится в юго-восточной части Астраханской области, к югу от протоки Кутум дельты реки Волги, на расстоянии примерно 5 километров (по прямой) к западу-юго-западу (WSW) от села Началово, административного центра района. Абсолютная высота — 19 метров ниже уровня моря.
Климат умеренный, резко континентальный. Характеризуется высокими температурами летом и низкими — зимой, малым количеством осадков, а также большими годовыми и летними суточными амплитудами температуры воздуха.

## Население
| 2002 | 2010  |
| ---- | ----- |
| 1029 | ↗1365 |

По данным Всероссийской переписи, в 2010 году численность населения села составляла 1365 человек (633 мужчины и 732 женщины). Согласно результатам переписи 2002 года, в национальной структуре населения татары составляли 57 %, цыгане — 35 %.
| Национальность | Численность (2010) | Процент |
| -------------- | ------------------ | ------- |
| Цыгане         | 618                | 44,9%   |
| Татары         | 609                | 44,3%   |
| Русские        | 61                 | 4,4%    |
| Казахи         | 32                 | 2,3%    |
| Ногайцы        | 11                 | 0,8%    |
| Туркмены       | 10                 | 0,7%    |
| Армяне         | 8                  | 0,6%    |
| Узбеки         | 8                  | 0,6%    |
| Азербайджанцы  | 5                  | 0,4%    |
| Не указана     | 13                 | 0,9%    |
| Всего          | 1375               | 100%    |

## Инфраструктура
В селе функционирует фельдшерско-акушерский пункт (филиал МУЗ «Приволжская центральная районная больница»). К селу также относится территория, которую до 2016 года занимало вагонное депо Астрахань, подъездной путь к которому вёл от станции Кутум.

## Улицы
Уличная сеть села состоит из 20 улиц.

## Религия
Мечети
- Мечеть